# We Stitch These Wounds
We Stitch These Wounds is het debuutalbum van de Amerikaanse rockband Black Veil Brides. Het album verkocht bijna 11.000 exemplaren binnen zijn eerste week. Het ontving ook gemengd aan negatieve overzichten, met velen die kritiek van het monotone zingen van Andy en de soortgelijke riffs tussen "Knives and Pens" en "Unholy Confessions" door Avenged Sevenfold.

## Tracklist
1. "The Outcasts (Call to Arms)" - 0:31
2. "We Stitch These Wounds" - 3:59
3. "Beautiful Remains" - 4:13
4. "Children Surrender" - 3:11
5. "Perfect Weapon" - 4:07
6. "Knives and Pens" - 4:15
7. "The Mortician's Daughter" - 4:11
8. "All Your Hate" - 3:10
9. "Heaven's Calling" - 3:19
10. "Never Give In" - 3:09
11. "Sweet Blasphemy" - 3:56
12. "Carolyn" - 4:37

## Hot Topic Bonustracks
1. "Knives and Pens" (acoustic) - 4:51

## Bezetting
- Andy Biersack, zang
- Jake Pitts, sologitaar
- Jinxx, slaggitaar
- Sandra Alvarenga, drums
- Ashley Purdy, basgitaar